# Dipturus mennii
Dipturus mennii är en rockeart som beskrevs av Gomes och Paragó 200. Dipturus mennii ingår i släktet Dipturus och familjen egentliga rockor. IUCN kategoriserar arten globalt som sårbar. Inga underarter finns listade i Catalogue of Life.